# A Szent László-legenda középkori ábrázolásai

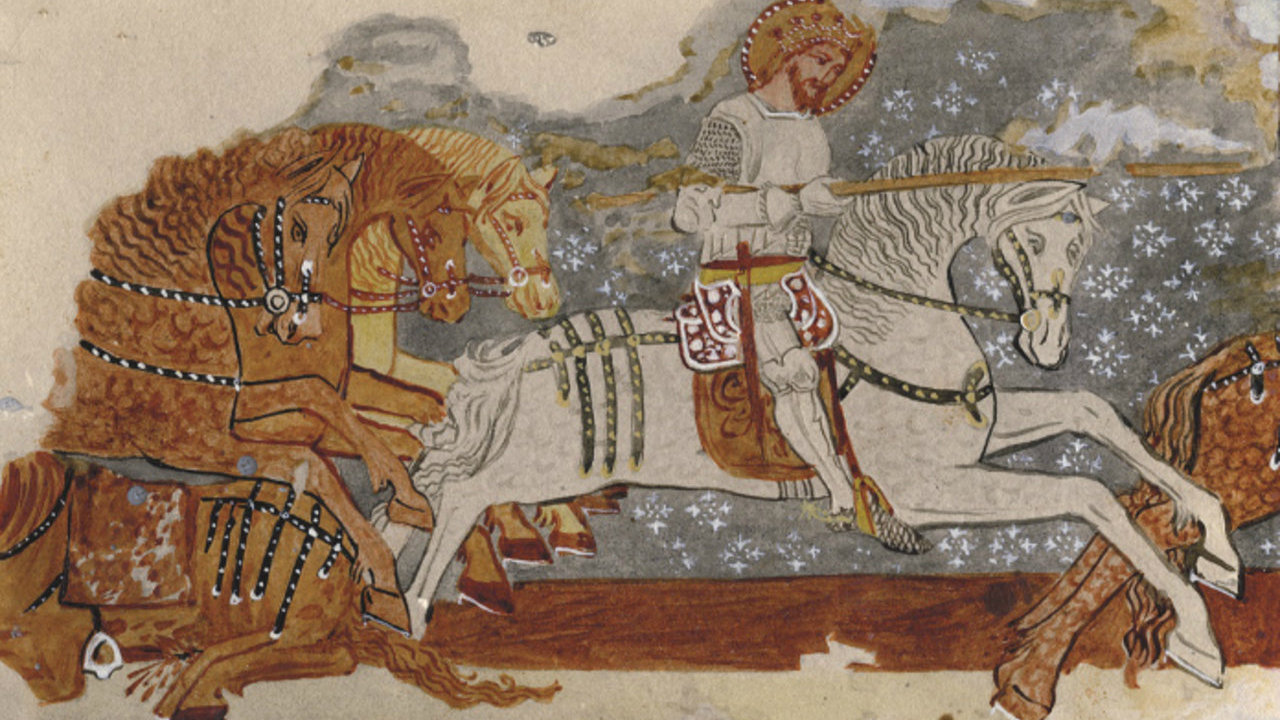
Freskórészlet a székelyderzsi templomban Szent László lovagkirály alakjával

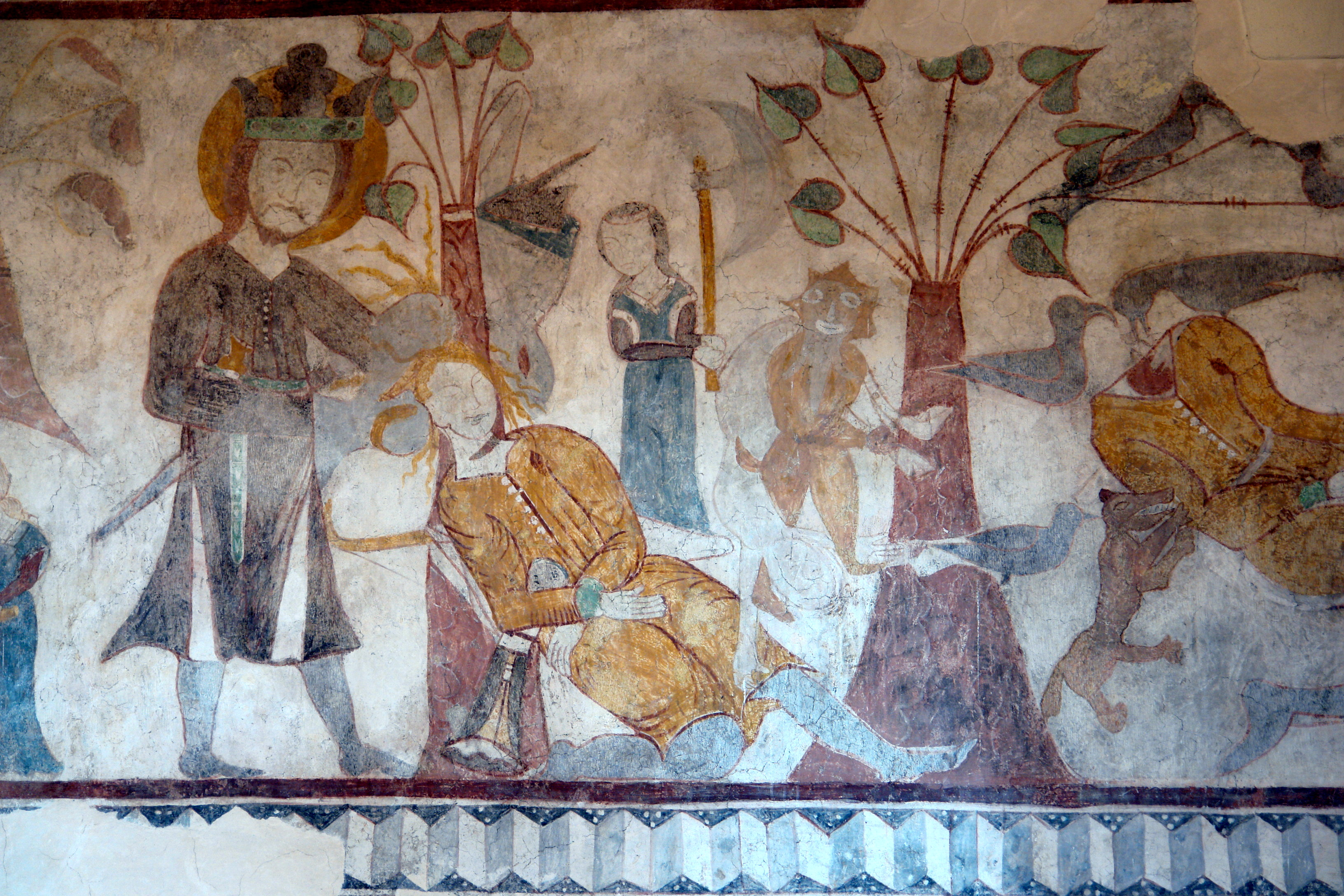
Vitfalva római katolikus temploma a 13. században épült és a 18. században barokk stílusban átépítették. Egyik 14. századi freskója a Szent László legendából ismert jelenetet ábrázolja

A Szent László-legenda középkori ábrázolásai sok magyar templomban megtalálhatóak. A falképek középkorban megfestett jelenetsorok a szent király harcáról, legendás életének eseményeiről és párviadaláról a „kun”  vitézzel a cserhalmi csatában. Alakját a kódexfestő miniátorok a Képes krónikában, a Budai krónikában is és a Magyar Anjou-legendáriumban is megörökítették.
A Szent Lászlóval kapcsolatos legendák, a krónikákban leírt cserhalmi csata történései és a leányrablási jelenet, mély hatást gyakoroltak az utókorra. A keresztény király harcának jelenetsora szimbolizálja a kereszténység győzelmét a pogányság felett. László király legendáiról írtak a krónikások és a képzőművészetben is többféleképpen megörökítették. Számos középkori magyar templom falán is megtalálhatóak a megfestett legenda freskói és képei.

## Történelmi háttér
Szent László több csatában küzdött a betörő sztyeppi csapatok ellen. A jelenetsort a Kerlés hegyi ütközethez (Cserhalmi csata, 1068) kapcsolják. A csatát a Képes krónika is leírja részletesen, benne a leányrablás jelenetét is.
Végül Boldogságos László herceg meglátott egy pogányt, aki a lova hátán egy szép magyar lányt vitt. Mármost Szent László herceg azt hitte, hogy az a váradi püspök leánya, és bár súlyos sebesült volt, mégis nagy sebesen üldözőbe vette azon a lován, melyet Szögnek hívott. Amikor pedig már majdnem elérte, hogy ledöfje lándzsájával, egyáltalán nem tudta, mert sem az ő lova nem futott gyorsabban, sem annak a lova nem maradt le egy csöppet sem, hanem mintegy karnyújtásnyi távolság volt a lándzsa és a kun háta között. Így hát Szent László herceg odakiáltott a lánynak, és mondta: „Szép húgom, ragadd meg a kunt az övénél, és vesd magad a földre!" Az így is tett. Ekkor Boldog László herceg távolról eltalálta lándzsájával, midőn már a földön feküdt, meg akarta ölni. A lány azonban erősen kérlelte, hogy ne ölje meg, hanem engedje el. Ebből is meglátszik, hogy az asszonyoknak nincs hitük, mivel valószínűleg bűnös szerelemből akarta őt kiszabadítani. Szent László herceg azonban sokáig viaskodott vele, s miután elvágta az inát, meggyilkolta. Hanem a lány nem a püspök lánya volt.

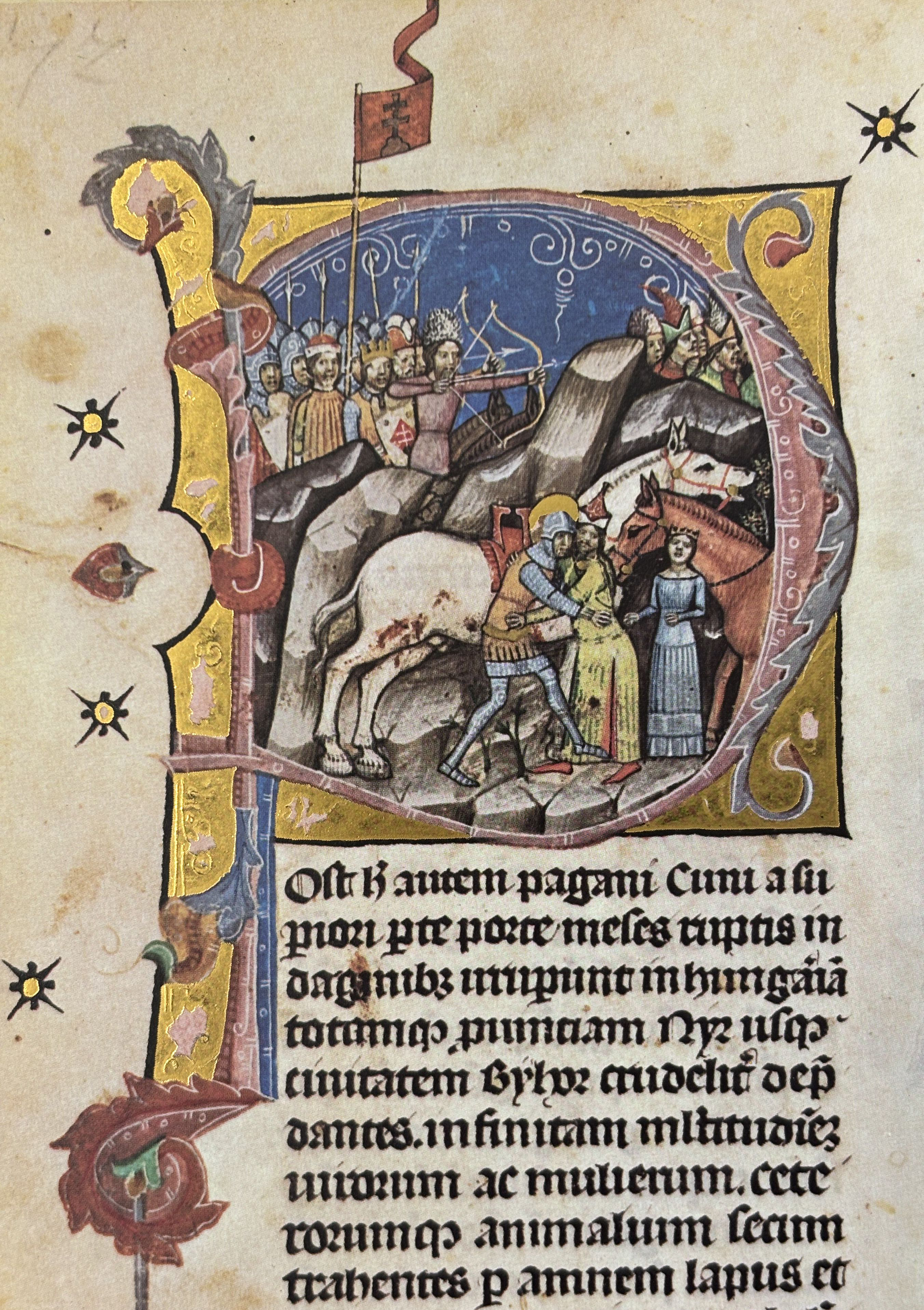
A Képes krónika illusztrációja, I. László magyar király harca a „kun” vitézzel

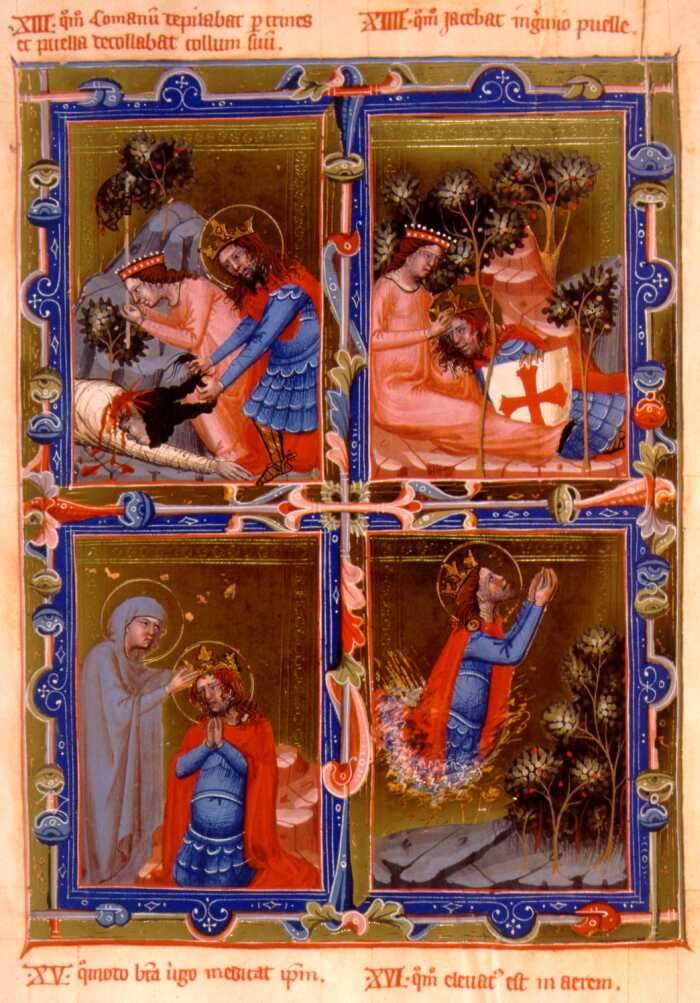
A legenda a Magyar Anjou-legendáriumban

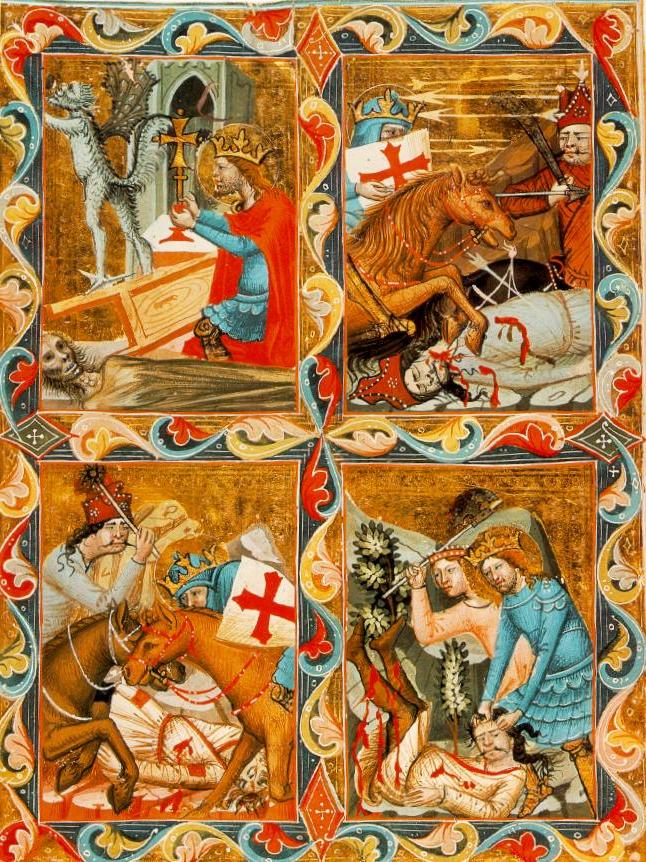
A legenda képes elbeszélése a Magyar Anjou-legendáriumban:1. A király kereszttel védekezik a démon ellen 2. Szent László harca a kunokkal 3. Szent László megsebesül 4. Szent László birkózik a kunnal, akinek lábát a lány elvágja

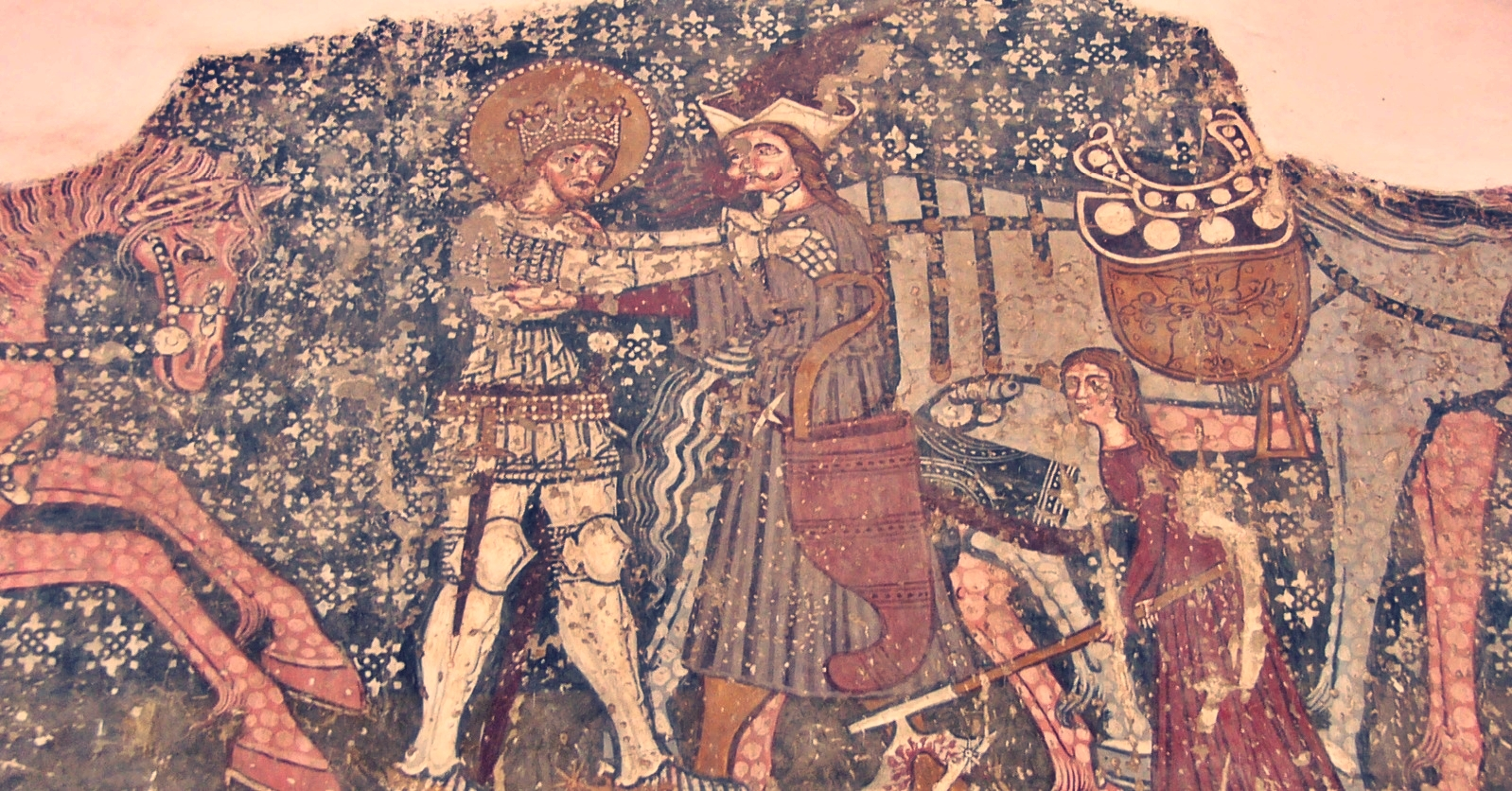
Freskórészlet a székelyderzsi templomban a Szent László-legendából: Szent László és a kun vitéz birkózása.

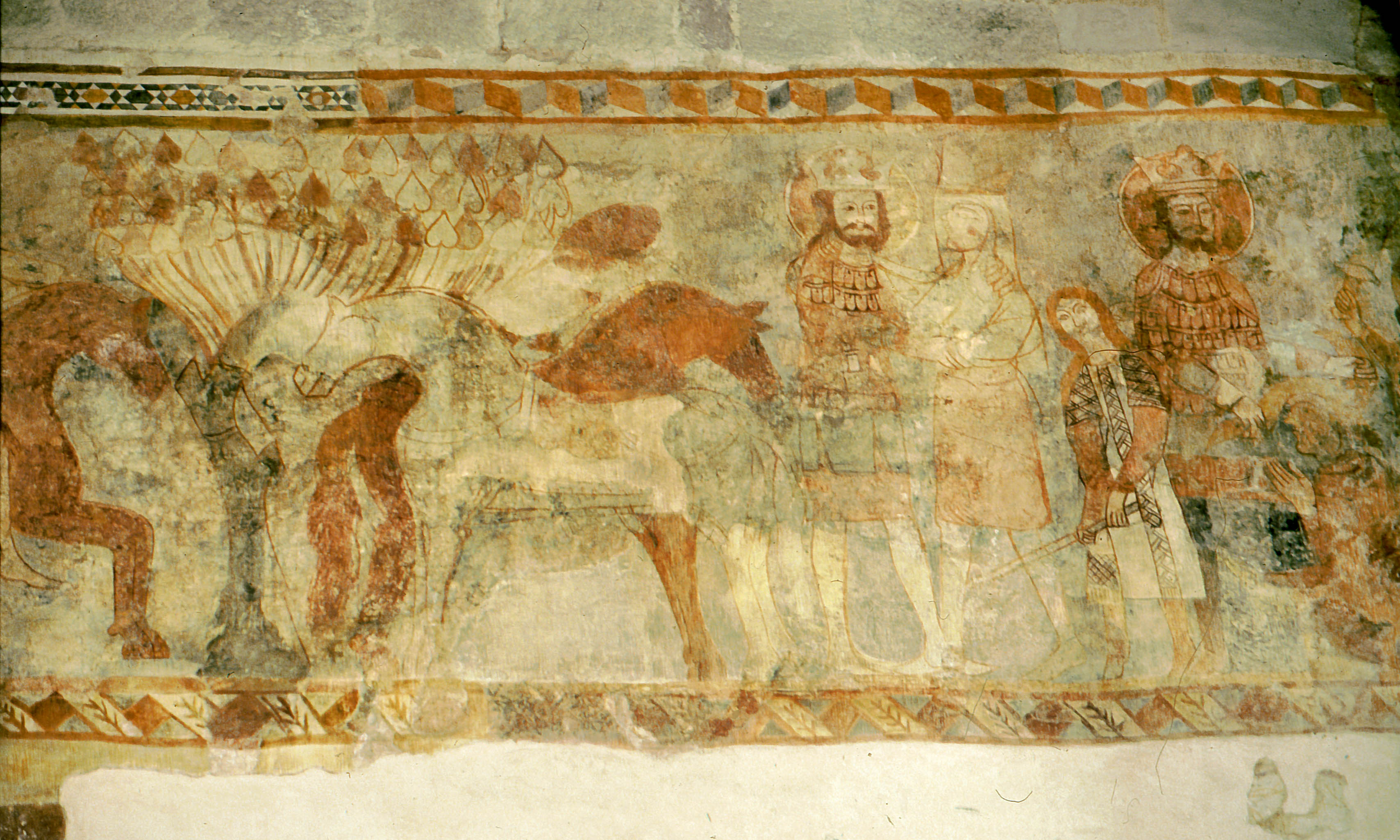
Tereske, Szent László legendája, falfreskó-részlet.

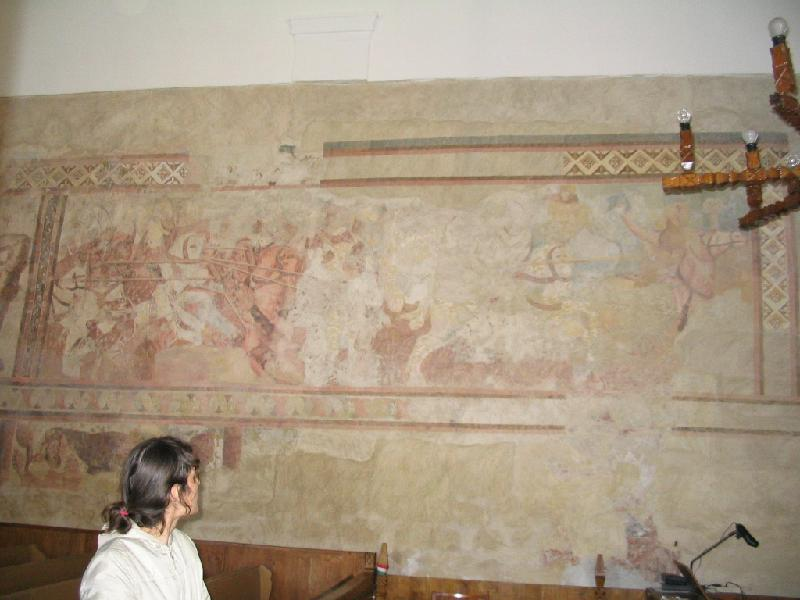
Bibarcfalva, a Szent László legenda falfreskó részlete.

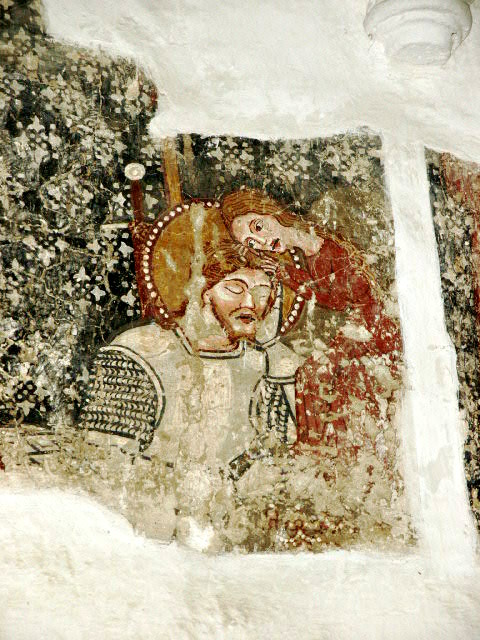
Freskórészlet a székelyderzsi templomban látható Szent László-legenda falképsorból: a csata és birkózás utáni pihenési jelenet

A legenda szövegét tartalmazó kódex családról a történészek a tartalom elemzésével arra a következtetésre jutottak, hogy egymás után négy szerző is dolgozott a krónika szövegeken. A szöveg a minoriták („fratres minores”), a koldulórendek közé tartozó, igehirdetéssel, oktatással, missziós tevékenységgel foglalkozó ferences szerzetesek munkája. A szakirodalom az így létrejött alapszöveget 14. századi magyarországi krónikaszerkesztménynek, krónikakompozíciónak nevezi. A szövege több kódexben, a Budai krónika, Sambucus-kódex, Acephalus-kódex, Codex Vaticanus és a Dubnici kódexben maradt fönn a legteljesebb formában. A Budai krónikát folytatva, egy Küküllei János nevű ferences szerző, a művébe másolta Nagy Lajos-életrajzát egészen a király halála után bekövetkezett események leírásig, 1468-ig. 
A budai Hess-nyomdában kinyomtatott „Chronica Hungarorum” alapjául szolgáló kódexet a ferences „Ordo fratrum minorum conventualium” bocsátja
rendelkezésre. Hess András végezte el az utómunkálatokat, aki 1473-ban ki is nyomtatta a kézirat alapján a Budai krónikát. Ez volt az első nyomdában előállított magyar könyv, amelyből tíz példány maradt fenn a világon. A Képes krónika szövege pedig Kálti Márk Gesta Hunnorum et Hungarorum című kézirata nyomán készült. A Képes Krónika családját alkotó I. Lajos-kori öt krónika szövegét a Képes Krónika kódexe, a Csepreghy-kódex 18. századi másolata, a Teleki- (más néven Nagyenyedi) kódex, a Thuróczi-krónika és a Béldi-kódex őrzi.
A Béldi-kódex 1330 tavaszáig írja le a történteket és egy mondat közben megszakad. A Képes krónika, a Teleki-kódex és a Csepreghy-kódex 1330 őszig írja le és a sor és mondat közepén szintén megszakad. A Thuróczy-kódex szövege nagyon szűkszavúan eljut 1342-ig, és véget ér.

## A Szent László-legenda falképsora a középkori Magyarország templomaiban
László Gyula mintegy félszáz falképsor meglétét mutatta be könyvében. Többet az ismertek közül elveszítettünk azáltal, hogy a templomot elbontották (pl. Homoródszentmárton, Sepsibesnyő stb.) Néhányról Huszka József rajzmásolatot készített és ezeket az Országos Műemlékvédelmi hivatalban őrzik. A ma ismert és látható harminc Szent László-legenda falképsor a 14. és a 15. század során készült. Akkori uralkodóink, Anjou házi Károly Róbert, Nagy Lajos, és Luxemburg-házi Zsigmond király korára vált a lovagkirály Szent László az uralkodók példaképévé. Ezért is temetkeztek Szent László mellé a váradi székesegyházba.

## A Szent László-legenda falképsor eurázsiai kapcsolatai
A Szent László legenda jelenetsorának több részlete előfordul régészeti leleteken Eurázsia közelebbi és távolabbi vidékeiről. A legismertebb az Ermitázsban, Szentpétervárott őrzött hun-szkíta övdíszpár a pihenési jelenthez hasonló elrendezéssel.
Leggyakoribb a birkózási jelenet, melyből többet összegyűjtött László Gyula régészprofesszor munkáiban. Gyakran a lovak is küzdenek egymással. Ilyen övlemez is ismert Ordoszból (Északkelet-Kína). A birkózási jelenet szerepel a vjatkai tálon is, Szibériából.

## Mitikus értelmezés
László Gyula előtt már Nagy Géza fölvetette, hogy a legenda egy ősi eurázsiai mítosz megszentelt formája a keresztény templomokban. Az ősi mítosz a sötétség és a világosság harca, a vitézek alakjával, küzdelmével megszemélyesítve.
Irodalmi munkák alapján többen a Molnár Anna balladát is a mitikus kapcsolatokhoz sorolják.

## Középkori templomokban
Szent László legenda ábrázolás számos helyen föllelhető a Kárpát-medence középkori templomaiban (*mai Magyarország):

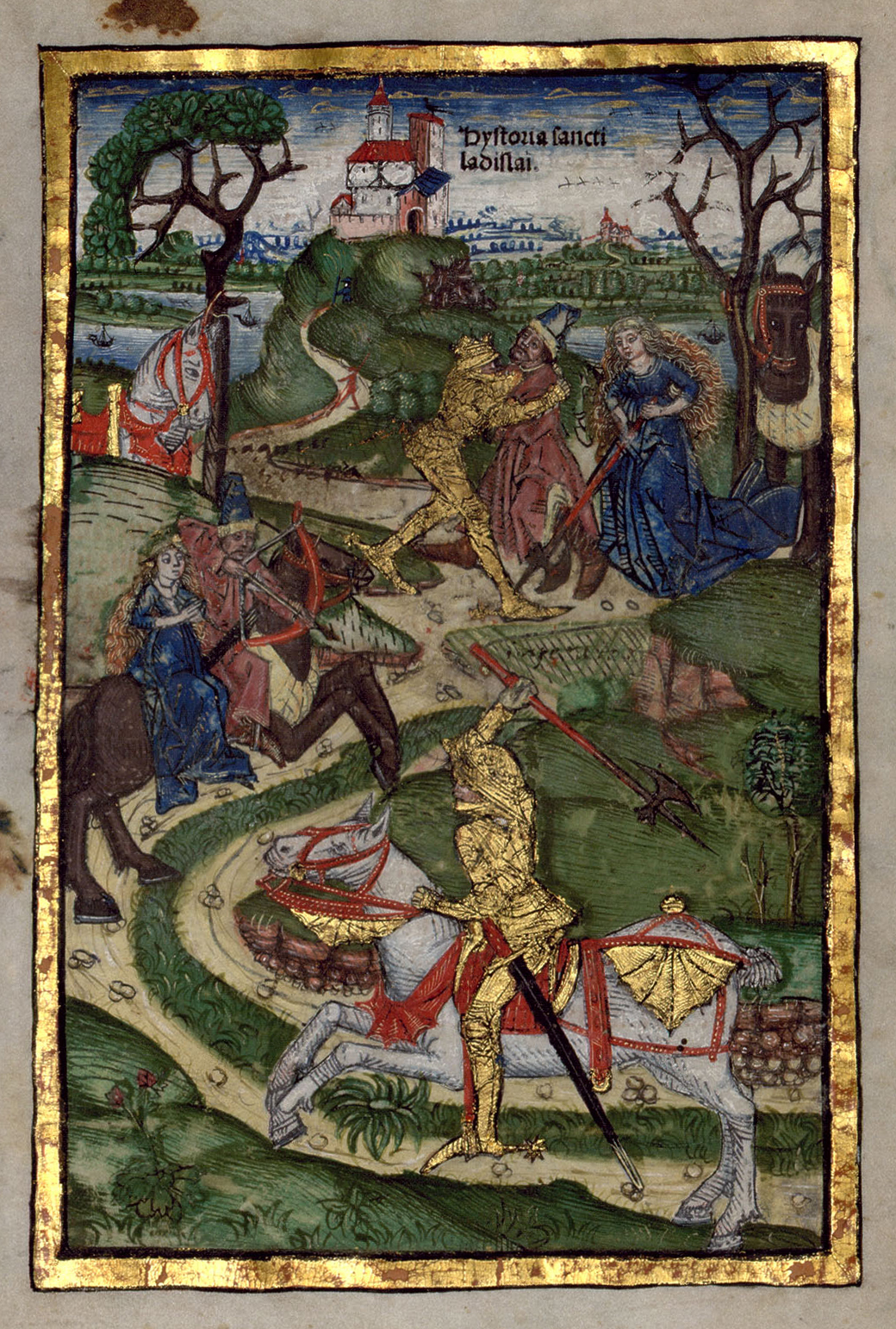
Szent László üldözi a leányrabló kunt (Thuróczy krónika, 1488)

- Szacsva
- Csíkménaság
- Szászivánfalva
- Ecel
- Székelydálya
- Székelyderzs
- Tereske*
- Szent László üldözi a leányrabló kunt (Thuróczy krónika, 1488)Zsigra, Szentlélek-templom
- Türje*, volt prépostsági templom
- Bántornya
- Ócsa*
- Vizsoly*
- Bögöz
- Kakaslomnic
- Necpál
- Gelence
- Bibarcfalva
- Rimabánya
- Homoródkarácsonyfalva
- Szentmihályfa
- Sepsikilyén
- Kökös
- Oklánd
- Sepsibesenyő
- Boroskrakkó

## Nápoly, Santa Maria dell' Incoronata templom
A Szent László-freskóciklus megtalálható Nápolyban, a Santa Maria dell' Incoronata templomban is, ahol a cserhalmi ütközet, I. László megkoronázása és más hasonló magyar témájú freskórészlet látható. A nápolyi Santa Maria dell' Incoronata templom falfestményeit Kis Károly fia készíttette, az a Durazzoi László akit 1403-ban Zárában Zsigmonddal szemben magyar királlyá választottak, ám fejét, hasonlóképp Szent Lászlóhoz, nem érintette soha a Szent Korona. Az itteni igen rossz állapotban levő freskók a falakról leválasztva, ma fémvázakra erősítve láthatók az egykori templomban.

## Galéria

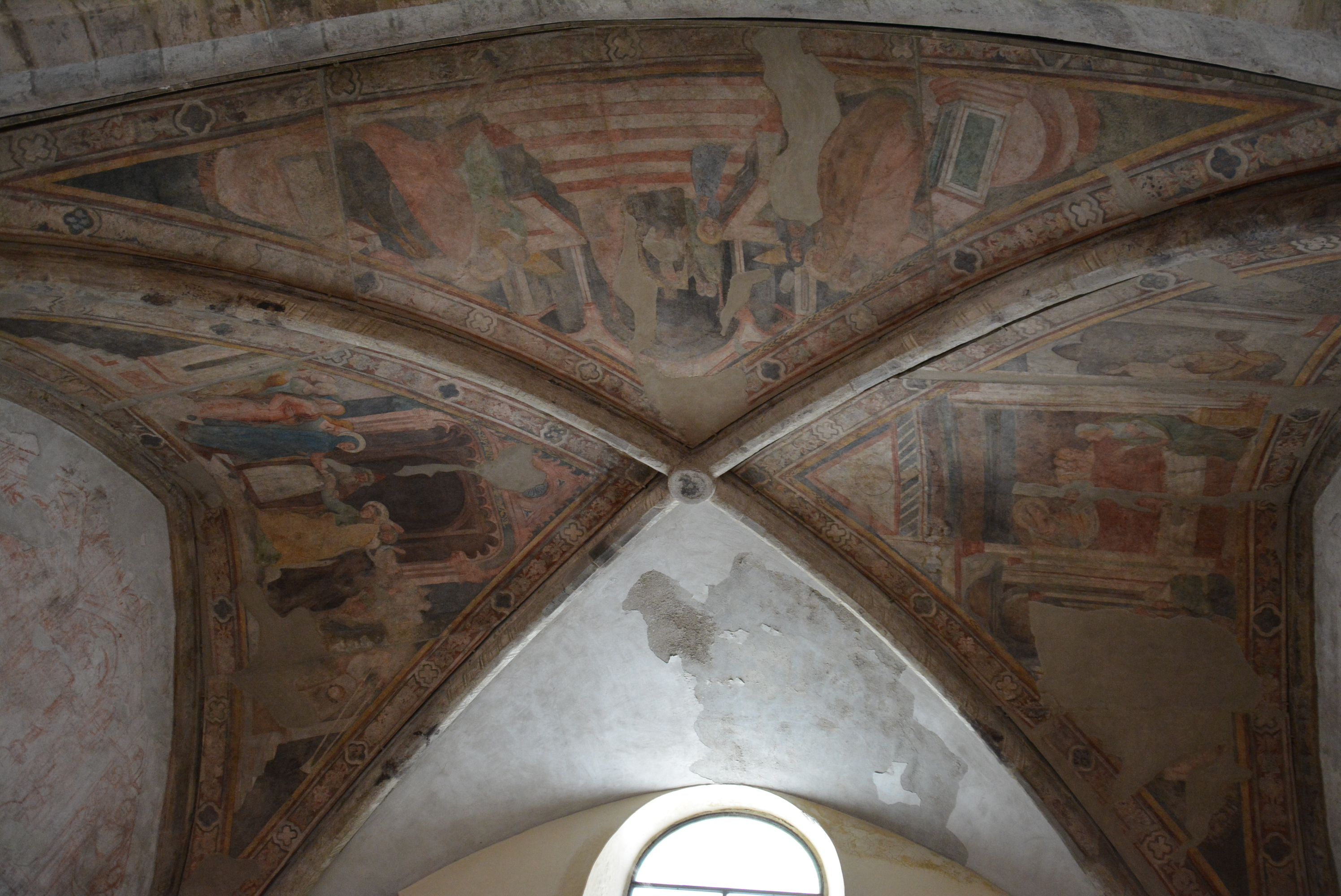
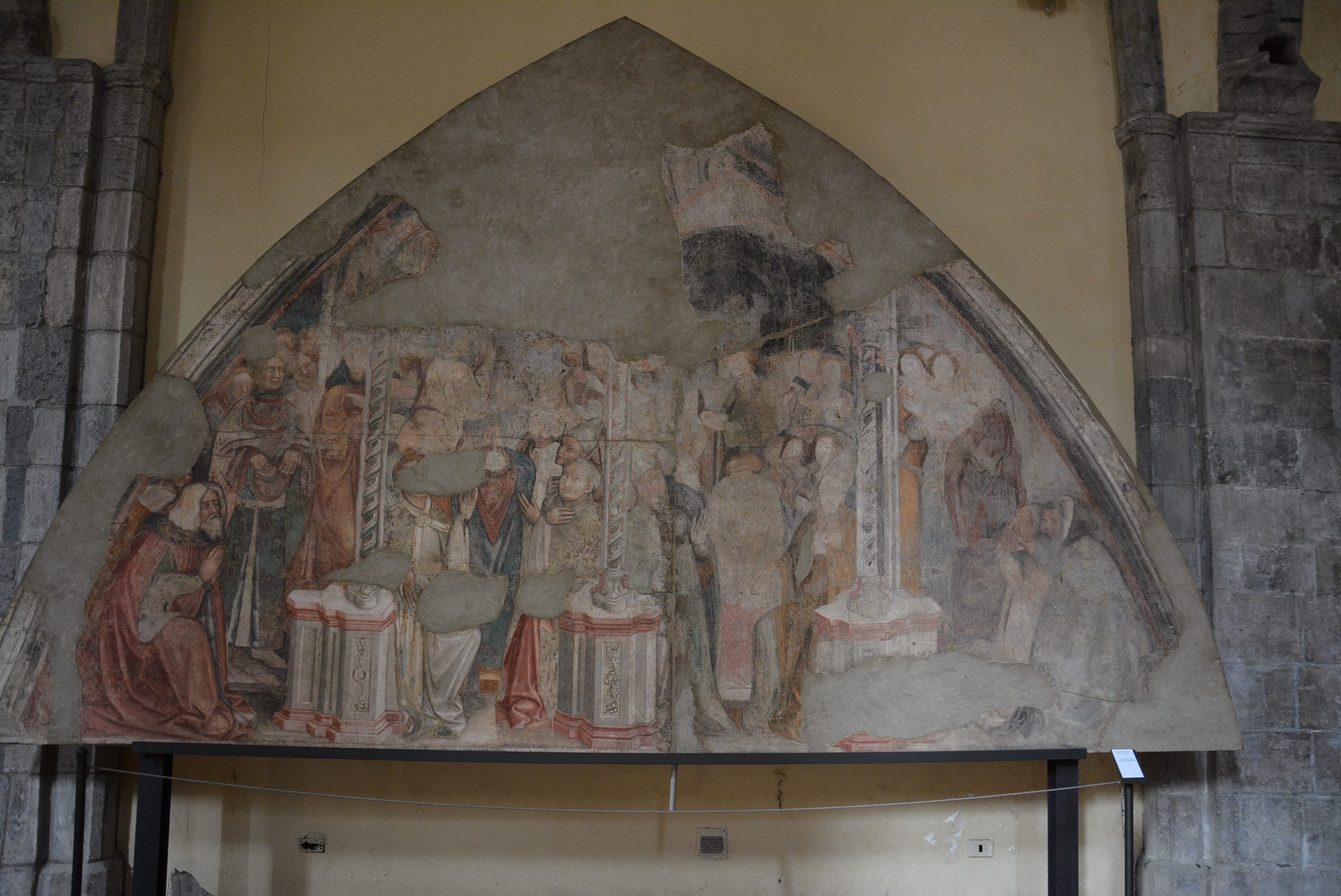
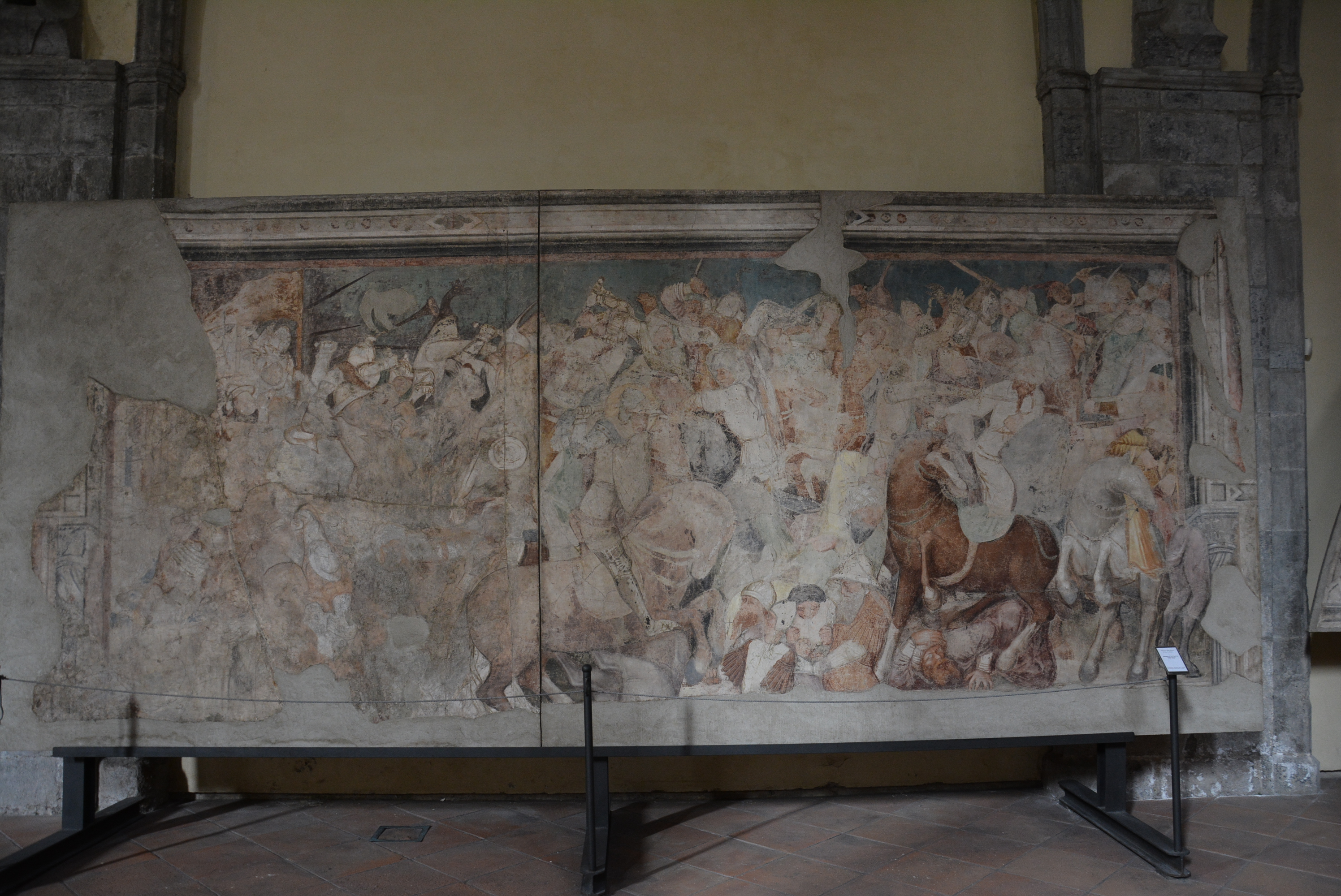
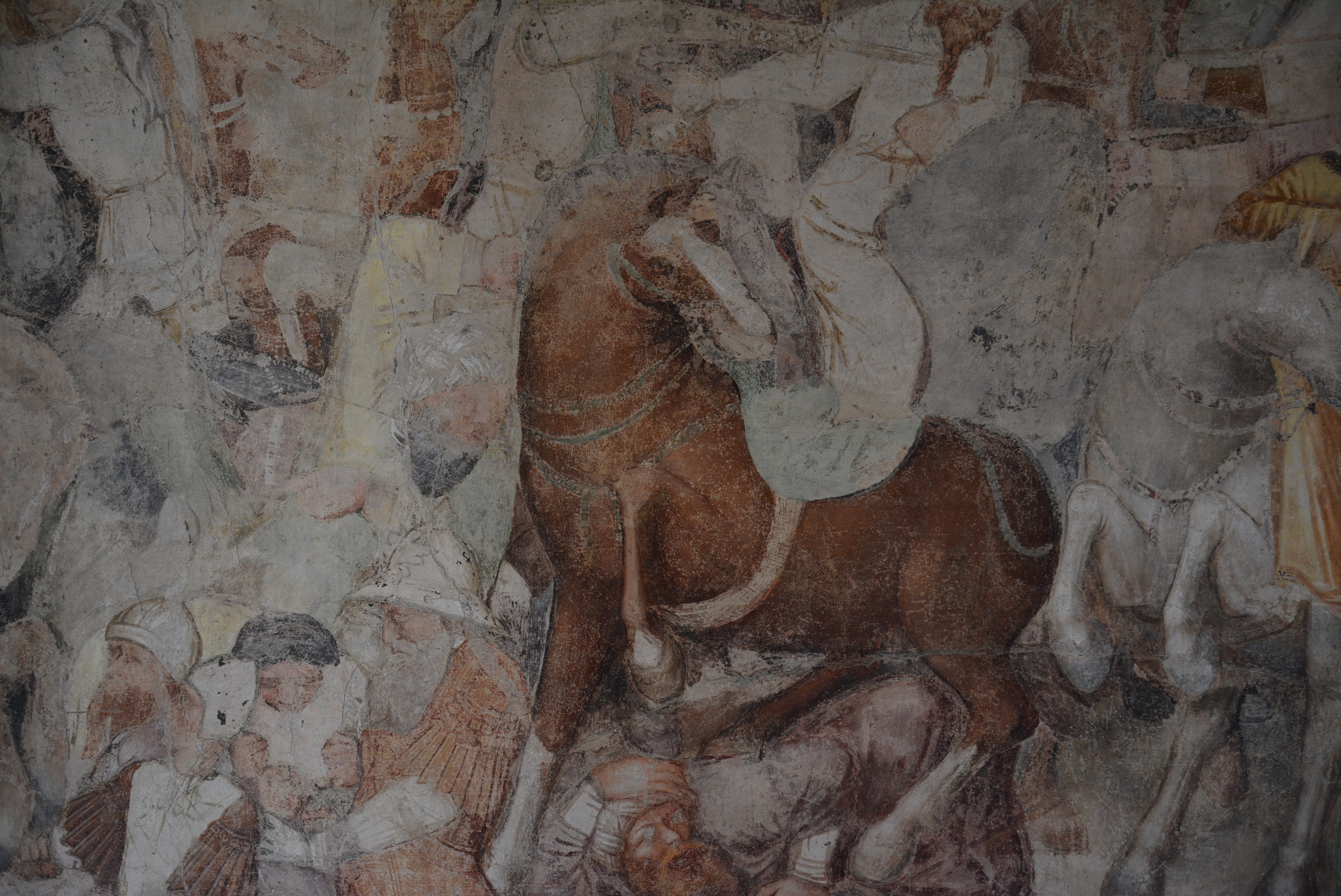
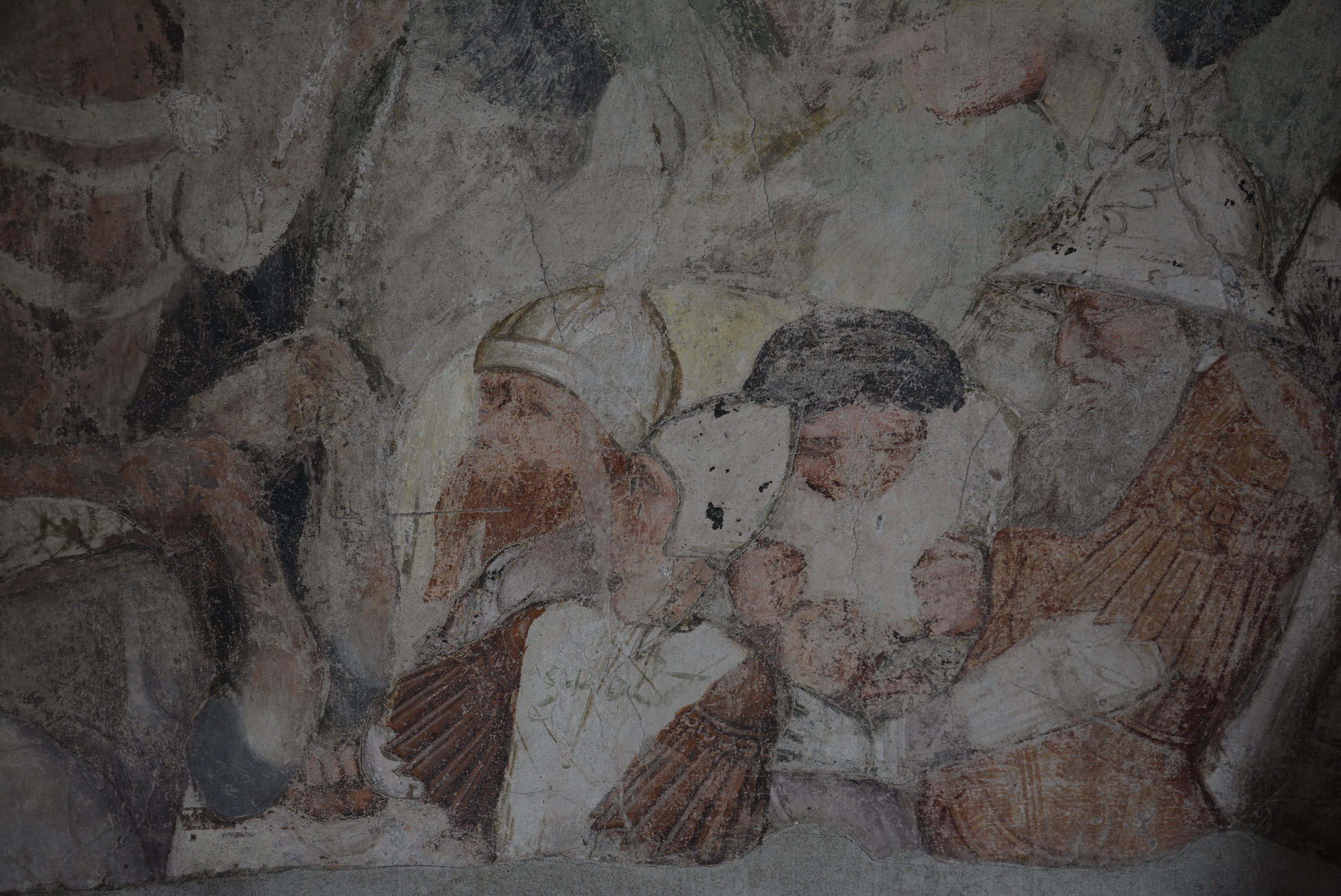
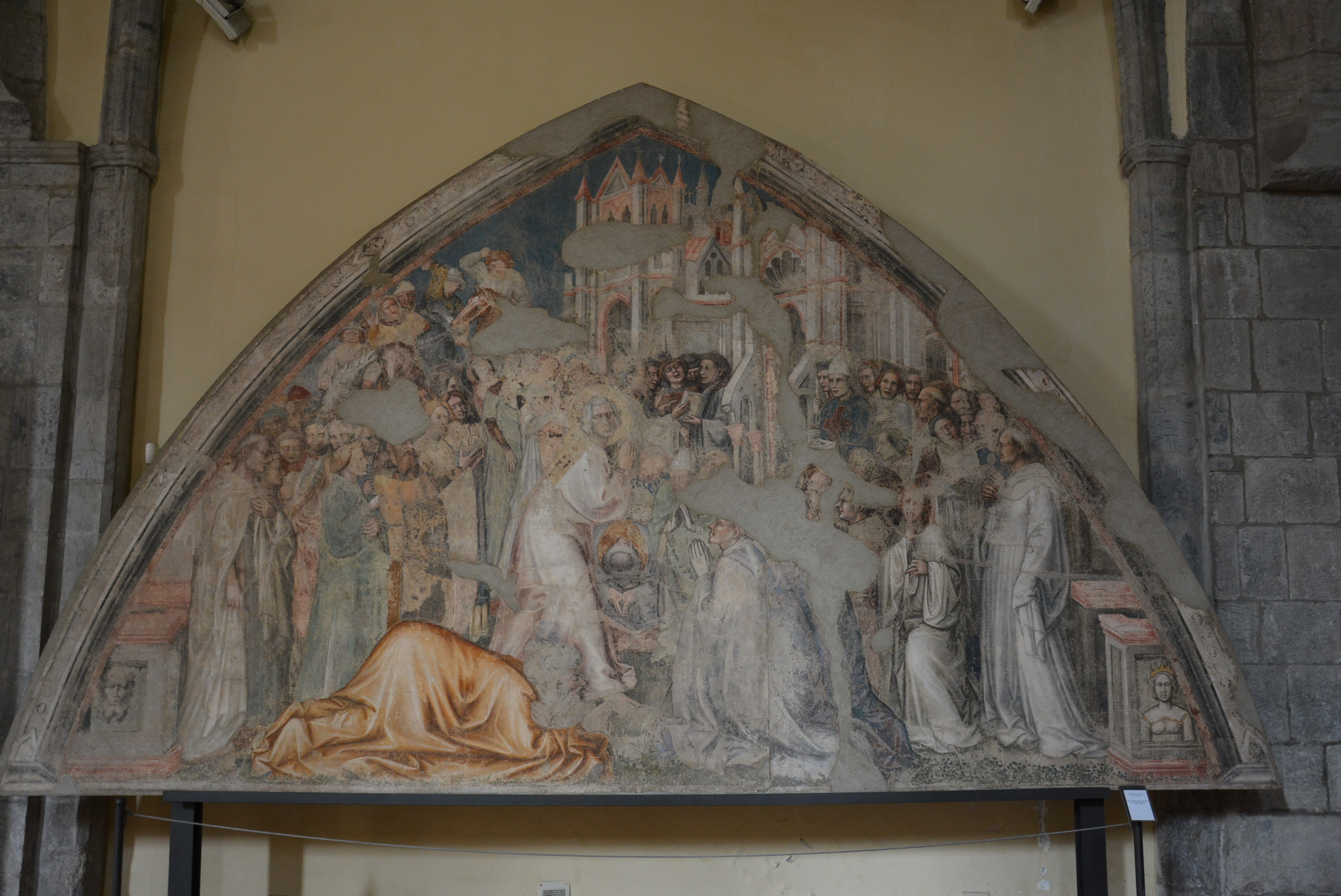
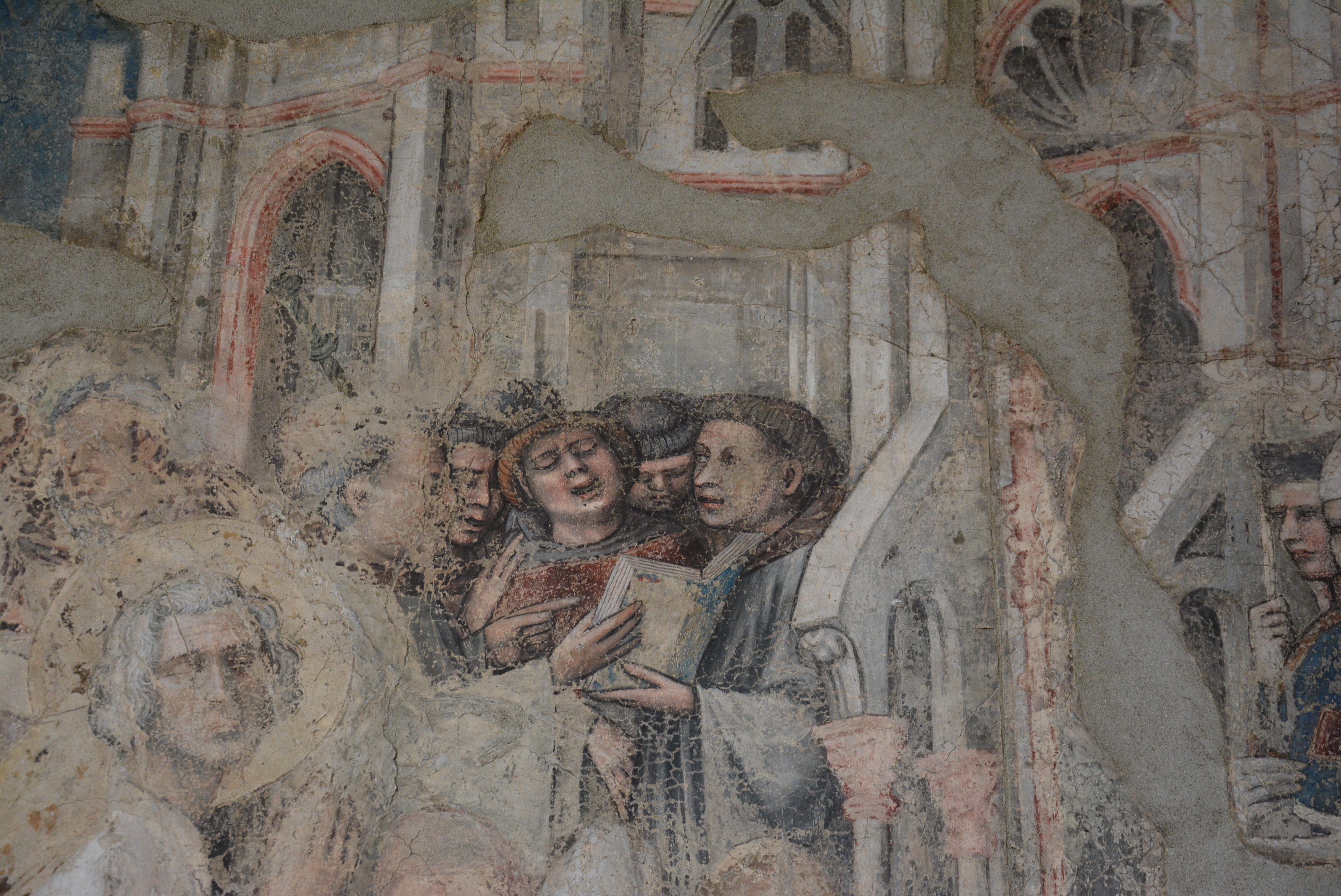
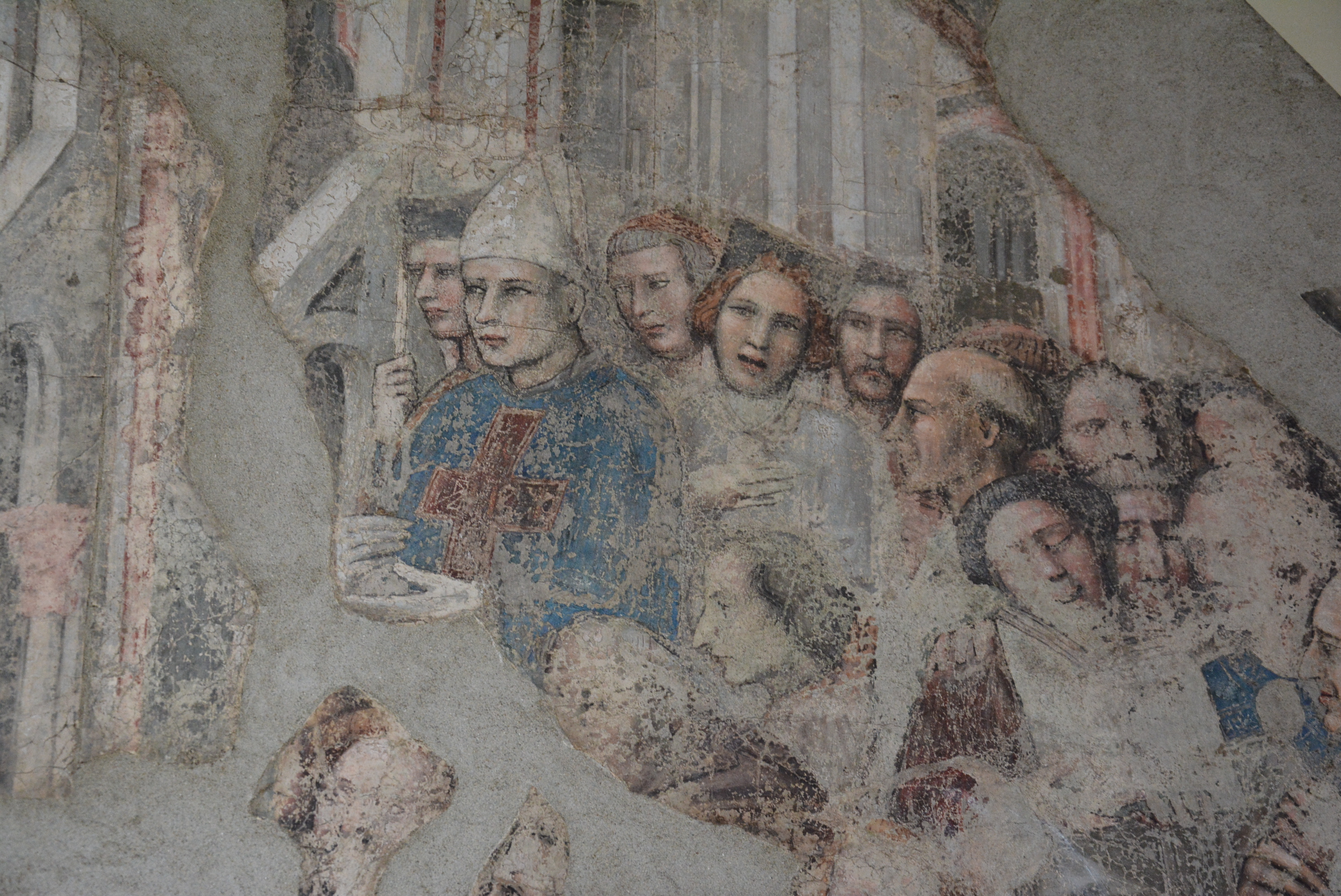
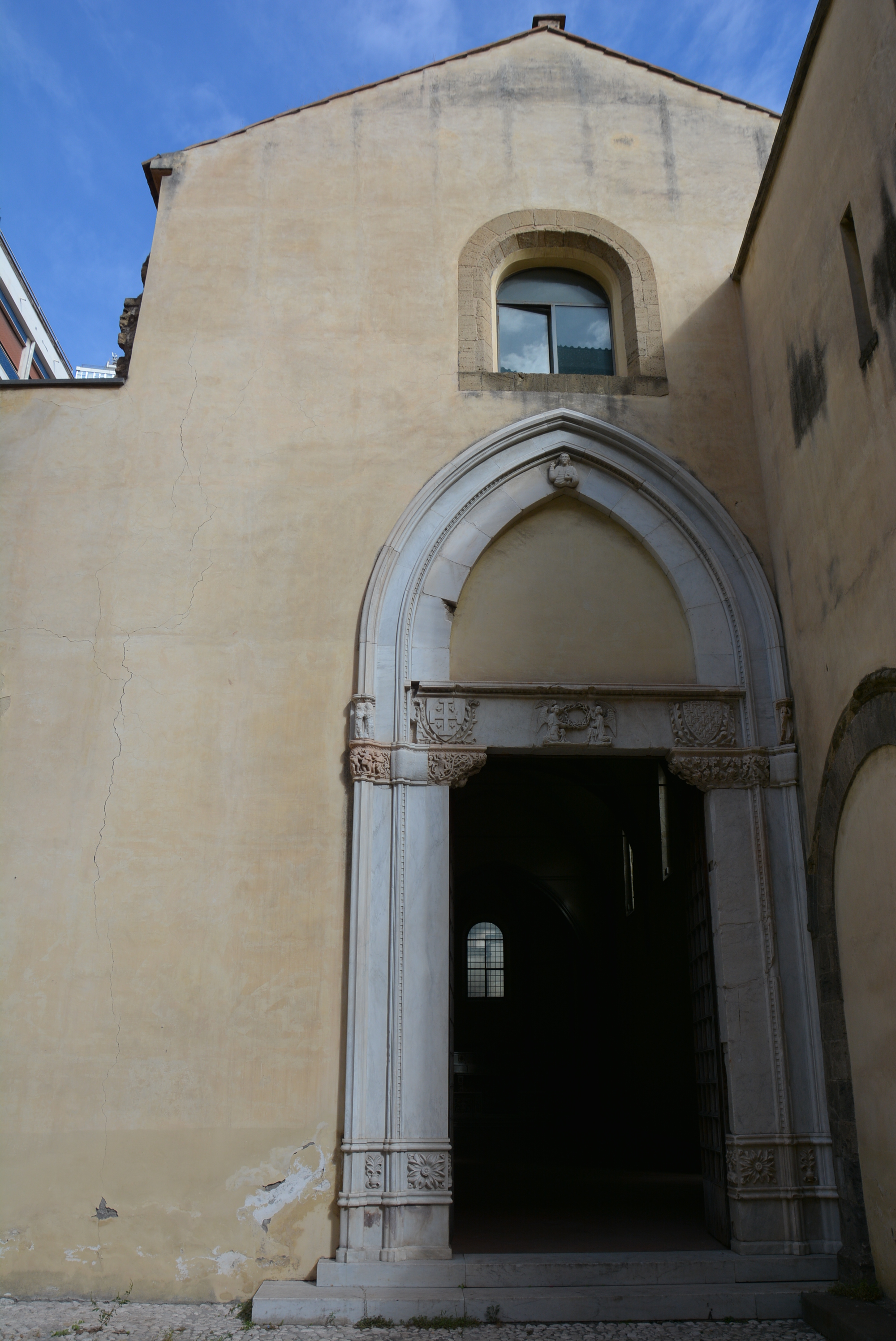
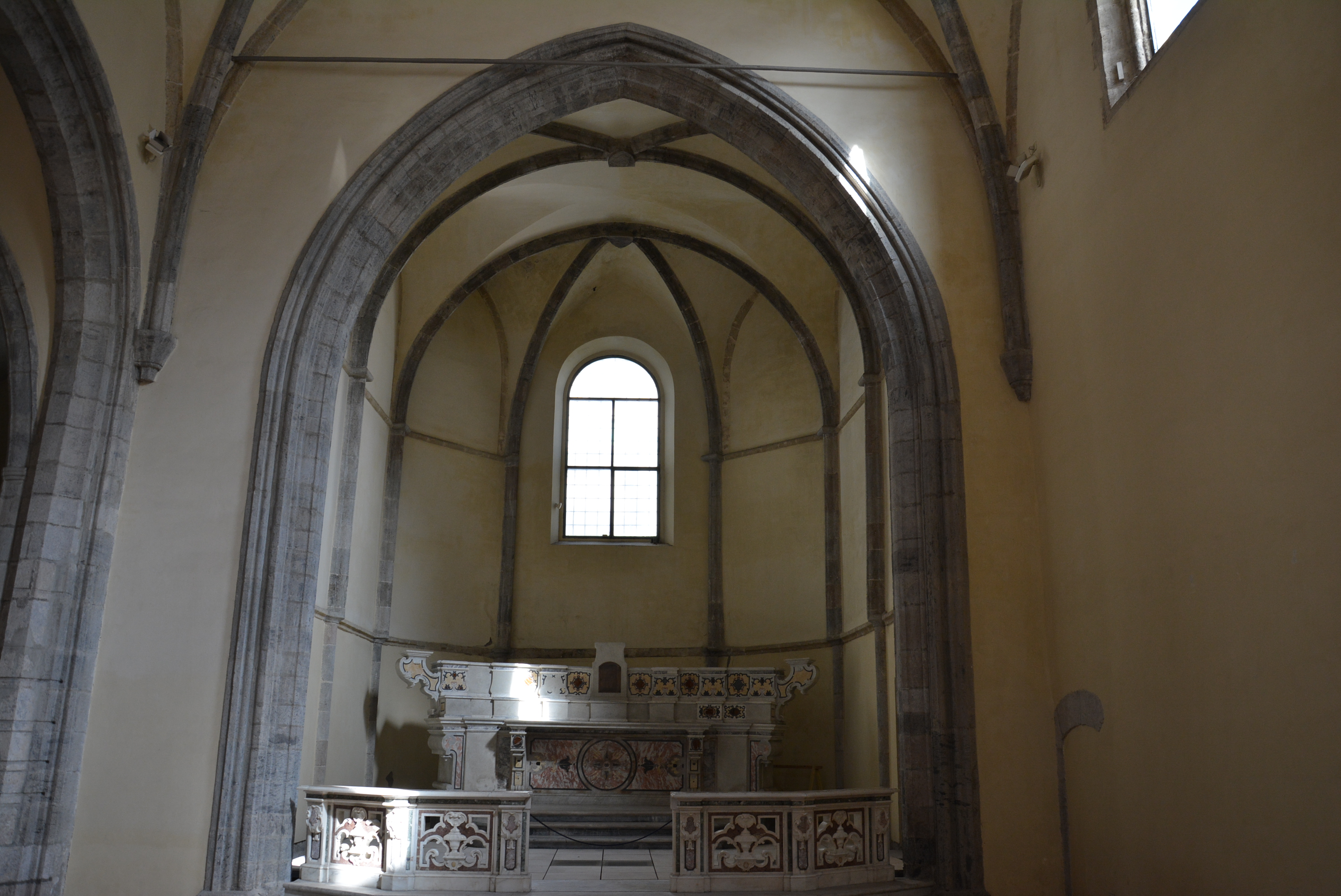
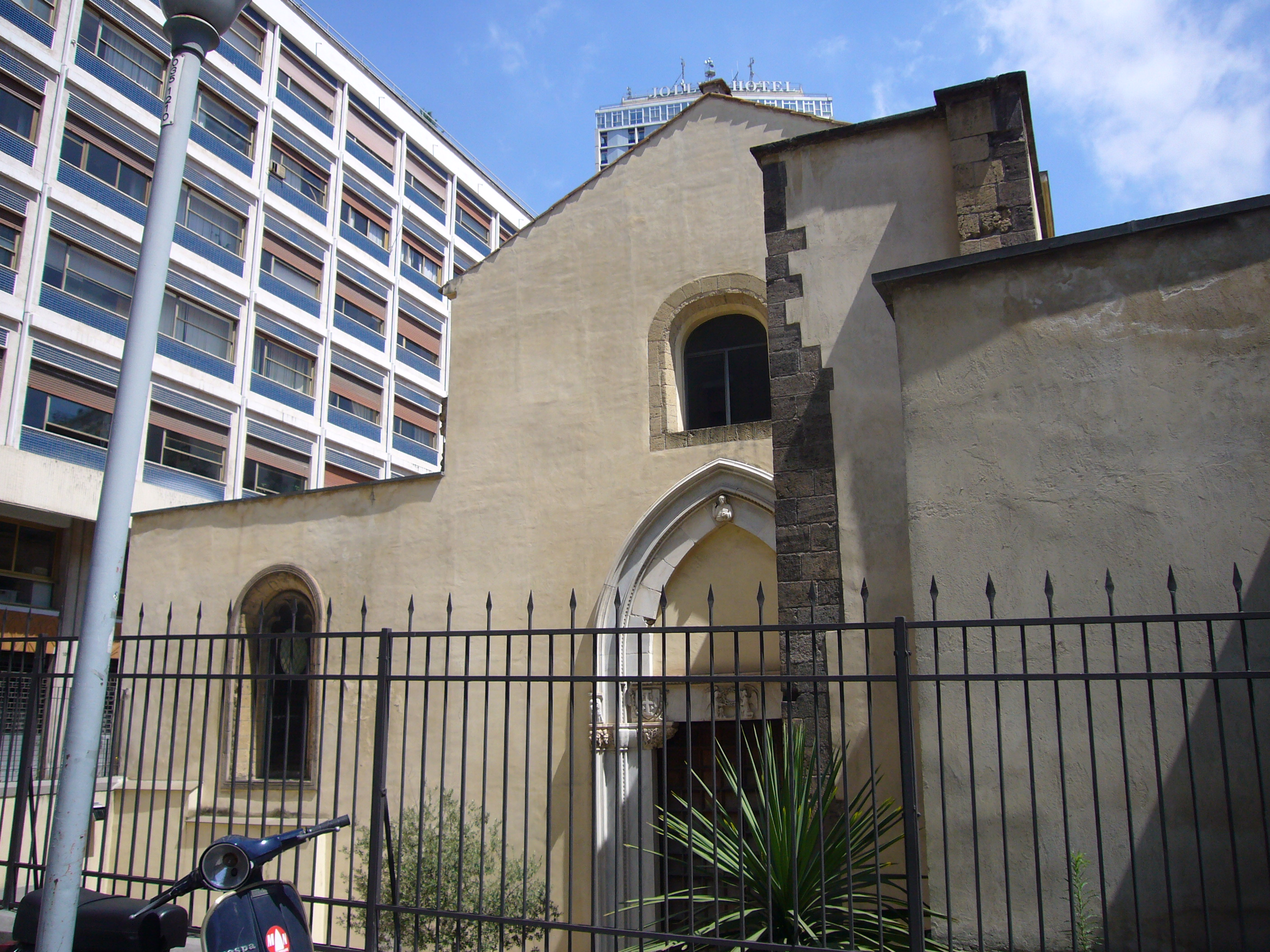
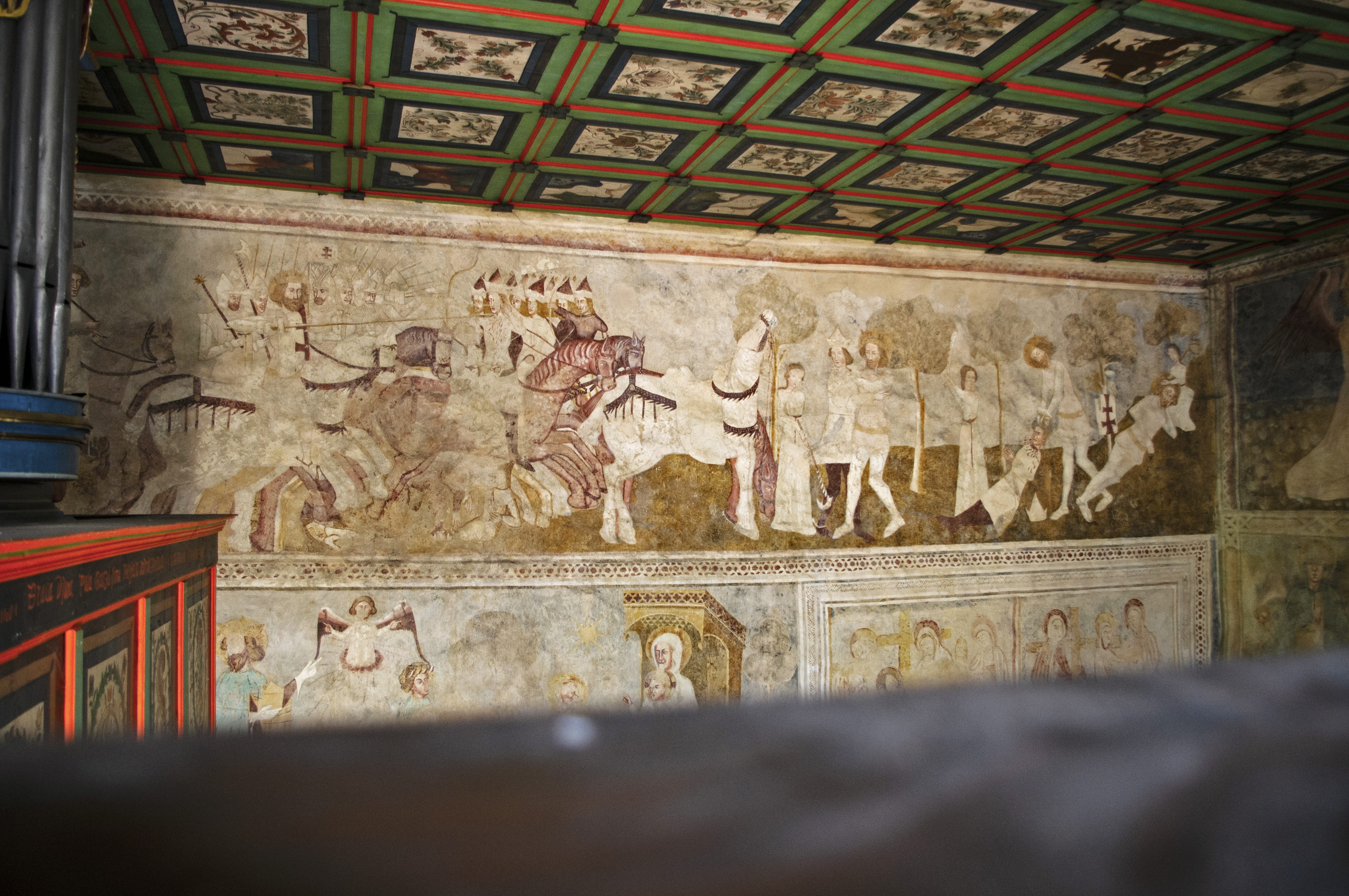
Karaszkó